# Antonio Criscimanni
Antonino Criscimanni (Roma, 10 novembre 1957) è un allenatore di calcio ed ex calciatore italiano, di ruolo centrocampista.

## Carriera

### Giocatore
Cresciuto nella Roma, ha militato in serie B dal 1976 al 1980, giocando come mezz'ala nelle file di Varese, Genoa e SPAL. Nella stagione 1980-1981 venne ceduto all'Avellino, in Serie A.
Venne acquistato dal Napoli nell'estate del 1981, inserendosi in una formazione che contava, fra gli altri, giocatori come Ruud Krol, Pellegrini III e Bruscolotti. Con gli azzurri conquistò il 4º posto in classifica nella stagione 1981-1982.
L'esperienza al Napoli si concluse nel 1983 con il passaggio al Pisa, dove rimase un anno. Successivamente si accasò all'Udinese, dove giocò altre 3 stagioni in Serie A, senza poter evitare la retrocessione della formazione friulana nel 1986-1987. Nel 1988 si trasferì al Livorno, restandovi per due stagioni. Chiuse la carriera nel 1993, in Svizzera.

### Allenatore
Criscimanni iniziò ad allenare già nel 1992, quando giocava nel Morbio, club svizzero in cui chiuse la carriera. Preso il patentino da allenatore con la federazione elvetica, allenò per diversi anni in Svizzera. I principali club svizzeri che guidò furono Chiasso, Stabio e Lugano. Nel Lugano ha sia allenato le giovanili, che ricoperto il ruolo di vice allenatore della prima squadra.
Fece poi ritorno in Italia per allenare l'Arcisatese. Successivamente allenò per quattro anni le giovanili del Varese. Nella stagione 2011-12 ritornò ad allenare l'Arcisatese. Nella stagione seguente divenne l'allenatore dell'omonima squadra di Viggiù, città in provincia di Varese. Nella stagione 2013-14 vinse il campionato, ottenendo la promozione in Prima Categoria. Nel 2016, terminata l'esperienza al Viggiù, è diventato l'allenatore della Cuassese, club militante in Seconda Categoria.
Nella stagione 2018-19 allena il Cantello-Belfortese, raggiungendo gli obiettivi prefissati con la società. Nel 2022 allena l'Aurora Induno, società di Induno Olona, in Seconda Categoria.